# (7104) Manyousyu
(7104) Manyousyu est un astéroïde de la ceinture principale.

## Description
(7104) Manyousyu est un astéroïde de la ceinture principale. Il fut découvert le 18 février 1977 à Kiso par Hiroki Kosai et Kiichiro Hurukawa. Il présente une orbite caractérisée par un demi-grand axe de 2,48 UA, une excentricité de 0,08 et une inclinaison de 6,3° par rapport à l'écliptique.
Il fut nommé en hommage à l'anthologie de waka Man'yōshū.

## Compléments